# Els Piteus
Els Piteus era un turó situat a la part sud del passeig marítim de Blanes (La Selva, Girona), entremig de la roca de "Sa Palomera", "la Palomereta" i el Fortí. Tot aquest conjunt separava la zona del centre de Blanes i la zona d'Els Pins i Plantera. Aquesta roca estava envoltada de cases i, per tant, sense accés directe, només s'hi podia accedir des dels balcons de les cases. Per darrere, hi havia dos carrers que encara hi són, el carrer S'Auguer i el carrer Méndez Núñez.

## Situació
Aquesta roca formava part de la cadena muntanyosa, anomenada, el Fortí. Tot aquest conjunt forma l'inici de la Costa Brava, ja que les dues platges que queden a una banda i l'altra tenen característiques diferents, sobretot respecte a la sorra: la platja del passeig de S'Abanell pertany a la Costa del Maresme i la platja del passeig Marítim a la Costa Brava.

## Història
Aquest indret, fou declarat d'interès turístic pel Ministerio de Información y Turismo a l'època de Fraga als anys 60, ja que la zona d'Els Piteus o S'Auguer estava en un dels barris més tradicionals dels pescadors i mariners, era un lloc típic, pintoresc. La gent que vivia en aquesta zona es dedicava a la pesca familiar, els homes anaven a pescar al matí i les dones a la plaça del peix, el venien.
On es trobava Els Piteus era una zona molt aïllada i aquest turó significava una barrera respecte al centre. Cap als anys 60 principis dels 70 Els Piteus es va foradar i s'hi va construir un establiment, el qual anomenaven "la Cova del Drac", era una mena de bar o discoteca petita.

## Vegetació
Quant a la vegetació, arbustos que dominaven aquest promontori hi havia l'aladern i el llentiscle (Pistacia lentiscus L.), el primer més estès que el segon. Un tipus de ginesta s'hi va desenvolupar molt també. Hi havia una xarxa impenetrable formada pels esbarzers. Les heures i l'arítjol recobrien els murs, i l'esparreguera boscana creixia per on podia. La resta de plantes dels Piteus eren herbàcies: els lletsons, la miramar, el fonoll, els crespinells, la boca de dragó, el fenàs, la carlina, l'herba cabruna i les fumàries. També es van trobar espècies introduïdes d'altres dominis ecològics, que s'han naturalitzat: la verdolaga, la figuera de moro i una falguera que va viure a les esquerdes dels murs.

## Arqueologia
A nivell arqueològic, es van trobar bàsicament teules i totxos, que tenien una cronologia que va de l'edat mitjana fins als nostres dies. En segon terme, es van recollir fragments d'atuells ceràmics vidriats domèstics, que com a màxim ens poden portar, també, a l'època medieval. El material que sembla recular més en el temps, eren uns petits fragments de ceràmica vidriada, decorada amb motius de color verd, així com fragments de vidre. Per altra banda, va restar en peu part d'una construcció de la qual no en tenim cap referència històrica, segons explicava un veí, fou utilitzada com a fortí en la darrera Guerra Carlina.
Les parets estaven construïdes amb pedra local, fonamentalment carreus de terrer (com es denomina a Blanes el sauló), i totxanes massisses rectangulars planes. En principi això feia pensar en una reconstrucció, però quan es va fer la cata de prospecció, dintre de l'espai rectangular al peu de l'entrada es va poder veure que aquest accés fou obert posteriorment, per sota, l'antiga paret està intacta, i que per sota de la paret de carreus de terrer, en contacte amb la roca mare, es va trobar una filada de totxos. Això ens demostrà que, si més no aquesta paret es construí des del primer moment amb materials mixtes.